# Xã McGavock, Quận Mississippi, Arkansas
Xã McGavock (tiếng Anh: McGavock Township) là một xã thuộc quận Mississippi, tiểu bang Arkansas, Hoa Kỳ. Năm 2010, dân số của xã này là 655 người.